# Dolors Miquel
Dolors Miquel Abellà (Lleida, 18 juli 1960) is een Catalaanse dichteres.

## Leven
Hoewel Dolors Miquel opgroeide in een omgeving waar literatuur en cultuur als overbodige onzin werd afgedaan, schreef ze op zesjarige leeftijd al haar eerste gedichten. Ze was verwonderd over het grote effect dat de woorden op haar hadden en sindsdien is ze blijven schrijven. Het duurde echter wel tot 1990 voordat ze debuteerde met de bundel El vent i la casa tancada (De wind en het gesloten huis), waarvoor ze twee literaire prijzen kreeg. Sindsdien publiceert ze regelmatig dichtbundels en treedt ze op als hedendaagse rapsode samen met andere Catalaanse dichters, waaronder Enric Cassasses.
Behalve haar poëziebundels heeft Miquel in 1992 ook een collectie korte verhalen gepubliceerd onder de titel  Maruja Reyes sóc jo (Maruja Reyes ben ik). Een ander boek, La dona que mirava la tele (De vrouw die televisie keek) (2010), is een mengsel van beide genres, namelijk een verhaal in versvorm.
Nadat enkele van haar dichtwerken voor theater waren bewerkt, schreef Miquel in 2012 zelf het toneelstuk Pallarina, poeta i puta (Danseres, dichteres en dichtekooi), dat werd opgevoerd tijdens het internationale culturele Festival Grec in Barcelona.
Daarnaast wijdt Miquel zich aan andere literaire activiteiten. Zo heeft zij een bloemlezing van Catalaanse middeleeuwse poëzie samengesteld en heeft ze meegewerkt aan de totstandkoming van literaire tijdschriften.
In 2021 kondigde ze aan dat zij geen poëziebundels meer zou publiceren, maar zich wilde toeleggen op het schrijven van toneelteksten en essays en het geven en organiseren van poëzievoordrachten, performances, discussiebijeenkomsten en andere culturele activiteiten. Tegelijkertijd veranderde ze haar naam in Lola Miquel.

## Poëzie
Voor Miquel is de poëzie als de natuur: ‘een staat van vrijheid zonder bewustzijn’, die lijkt op magie. Zij veroordeelt dan ook het materialisme en de vernietiging van de natuur door de mens. Hierbij laat zij zich inspireren door de droom van het verloren aardse paradijs, de Gouden Eeuw, die de Romeinse auteur Ovidius in zijn Metamorfosen beschrijft. De rol van de schrijver hierin zou, volgens haar, eerder ethisch dan moralistisch moeten zijn.
Poëzie is de meest directe manier voor Miquel om te communiceren met de lezer. Met haar verzen wil ze een krachtige reactie uitlokken bij haar lezerspubliek. Haar taalgebruik is dan ook zeer direct, terwijl zij daarbij humor, vaak ironie of satire, en woede als voornaamste emoties gebruikt. Tegendraads is Miquel ook in de verwerking van niet-grammaticale constructies, barbarismen en gewaagde woordspelingen in haar verzen. Bovendien bedient ze zich regelmatig van dialectismen, zoals het dialect van Lleida uit haar jeugd. Als enkele van haar inspiratiebronnen noemt Miquel, behalve Ovidius, Homerus, Sappho, Johannes van het Kruis, Federico García Lorca en Giovanni Boccaccio.
Voor haar poëzie is zij onderscheiden met diverse literaire prijzen, zoals de Premi Ciutat de Barcelona en de Premi Alfons el Magnànim València de Poesia.
Gedichten van Miquel zijn vertaald in het Spaans, Engels, Duits, Frans, Italiaans en Servisch. In 2012 verscheen voor het eerst poëzie van Dolors Miquel in Nederlandse vertaling, waaronder drie gedichten uit Missa pagesa.

### Enkele bundels
In Haikús del camioner (Haiku’s van de vrachtrijder) (1999) wil Miquel elementen van het dagelijks leven van een vrachtwagenchauffeur combineren met de verfijnde en kernachtige dichtvorm van de haiku en de bijbehorende traditionele thematiek. De eenzaamheid van de moderne mens staat in deze gedichten centraal.
In 2006 publiceert Miquel de dichtbundel Missa pagesa (Boerenmis), waarin zij de structuur van de mis volgt en de filosofie waarop deze is gebaseerd. Het is een ironische overdenking met vaak krachtig taalgebruik en een aanklacht tegen het materialisme, de hypocrisie en de ‘verwoestende stompzinnigheid van een maatschappij die bijna alleen maar virtueel communiceert’. Tegelijkertijd is het een lofzang op het leven en de natuur. Het theatergezelschap Nozomi 700 Teatre uit Vilafranca del Penedès bewerkte in 2011 de gedichten tot een voorstelling, waarbij de toeschouwer actief werd betrokken.
La dona que mirava la tele (De vrouw die televisie keek) (2010) is een verhaal in versvorm, waarin de verteller het woord richt tot Maria Callas. Hierin werpt ze een kritische blik op de wereld en de werkelijkheid zoals deze door de televisie aan de kijkers worden voorgeschoteld. Niet alleen onderzoekt zij het effect van de programma’s op de privacy, maar ook de kijker zelf wordt door Miquel onder handen genomen. Een uitgebreid hoofdstuk met noten met daarin een ironische toelichting op personen, televisieprogramma’s en kenmerkende uitdrukkingen van dit medium vullen het boek aan.
Miquel's laatste bundel Sutura (Hechting) (2021) beschouwt zij als de afsluiting van haar poëtische werk. Het is een bloemlezing uit haar hele oeuvre, waarin zij gedichten bij elkaar heeft gebracht aan de hand van thema's die door al haar dichtbundels lopen. Deze thema's komen terug in de negen hoofdstukken van Sutura, tezamen met enkele nieuwe gedichten. De illustraties zijn van beeldend kunstenaar en dichter Perejaume.

## Werken

### Poëzie
- El vent i la casa tancada (1990)
- Llibre dels homes (1998)
- Transgredior (1999) met foto’s van Vanessa Pey
- Haikús del camioner (1999)
- Gitana Roc (2000)
- Mos de gat (2002)
- Amb capell (2003)
- Ver7s de la terra (2004)
- AIOÇ (2004)
- Missa pagesa (2006)
- El soc (2006)
- Musot (2009)
- Gàrgola (2011)
- La flor invisible (2011)
- El guant de plàstic rosa (2016), tweetalige editie El guante de plástico rosa, Spaanse vertaling door Míriam Reyes (2018)
- Ictiosaure (2019)
- Sutura (2021), geïllustreerd door Perejaume

### Proza
- Maruja Reyes sóc jo (1992), korte verhalen
- La dona que mirava la tele (2010), verhaal in versvorm

### Theater
- Pallarina, poeta i puta (2012)

### Overige werken
- Cap home és visible (2010) (Niemand is zichtbaar), bloemlezing van Catalaanse middeleeuwse poëzie, hertaald naar het hedendaags Catalaans

### Tijdschriften
- La Verge Peluda (2002) Anderhalf nummer.
- Zij werkte mee aan de totstandkoming van het polemische tijdschrift ‘La Higiènica’ (1999).

## Literaire prijzen
- Premi Rosa Leveroni de poesia (1989) voor El vent i la casa tancada
- Rosa d'Or de la Pau de Poesia Popular (Glosat) dels Premis Castellitx (2002 ) voor Ver7s de la terra
- Premi Ciutat de Barcelona de poesia (2005) voor AIOÇ
- Premi de poesia Sant Cugat en memòria de Gabriel Ferrater (2006) voor Missa pagesa
- Premi Alfons el Magnànim València de Poesia (2011) voor La flor invisible
- Premi Ausiàs March de Poesia (2016) voor El guant de plàstic rosa
- Serra d'Or-criticiprijs voor literatuur en essay (2019) voor Ictiosaure
- Premi de la Crítica de poesia catalana (2020) voor Ictiosaure